# Kjerrgarden
Kjerrgarden este o localitate din comuna Askøy, provincia Hordaland, Norvegia.